# Јокозуна
Јокозуна (横綱—велики шампион) је највиши ранг за борца у сумо рвању.
После сваког турнира, којих има их укупно шест годишње, сумо борци се, зависно од резултата, промовишу у виши ранг, или им се ранг смањује. Једино када дођу до ранга јокозуна, не могу више да буду пребачени у нижи ранг, већ су дужни да се, после неколико узастопних лоших резултата, сами повуку.
Носилац јокозуна ранга је веома цењен спортиста и оличење части у Јапану.